# Vladímir Lavrinenko
Vladímir Lavrinenko   (Sukhumi, 13 de gener de 1932 - Moscou, 7 de gener de 2004) fou un nedador georgià, especialista en estil lliure, que va competir sota bandera de la Unió Soviètica durant les dècades de 1950 i 1960.
El 1952 va prendre part en els Jocs Olímpics d'Estiu de Hèlsinki, on quedà eliminat en sèries en la cursa dels 1.500 metres lliures del programa de natació.
En el seu palmarès destaca una medalla de bronze en els 1.500 metres lliures al Campionat d'Europa de natació de 1950. Guanyà cinc campionats nacionals, el 1954, 1955, 1958, 1959 i 1961, i va establir cinc rècords nacionals en els 800 i 1.500 metres lliures.